# Libanees-Syrisch Samenwerkingsverdrag
Het Libanees-Syrische Samenwerkingsverdrag van 20 mei 1991 werd opgesteld door Libanon en Syrië ter bevestiging van de "broederlijke" band tussen beide landen. 
Het verdrag bepaalt onder meer dat beide landen nauw zullen samenwerken op het economische, culturele en wetenschappelijke vlak. Daarnaast werd bepaald dat de troepen van Syrië die in Libanon gelegerd zijn, zullen worden teruggetrokken in gezamenlijk overleg tussen beide landen. Ook wordt een overlegmechanisme tussen beider presidenten ingesteld dat in de praktijk de plaats innam van wederzijdse ambassadeurs.